# Victoria Peak, Belize
Victoria Peak är en bergstopp i Belize. Den ligger i distriktet Stann Creek, i den centrala delen av landet, 50 km söder om huvudstaden Belmopan. Toppen på Victoria Peak är 1 120 meter över havet och bergstoppen ingår i Cockscomb Range.